# Ken Leung

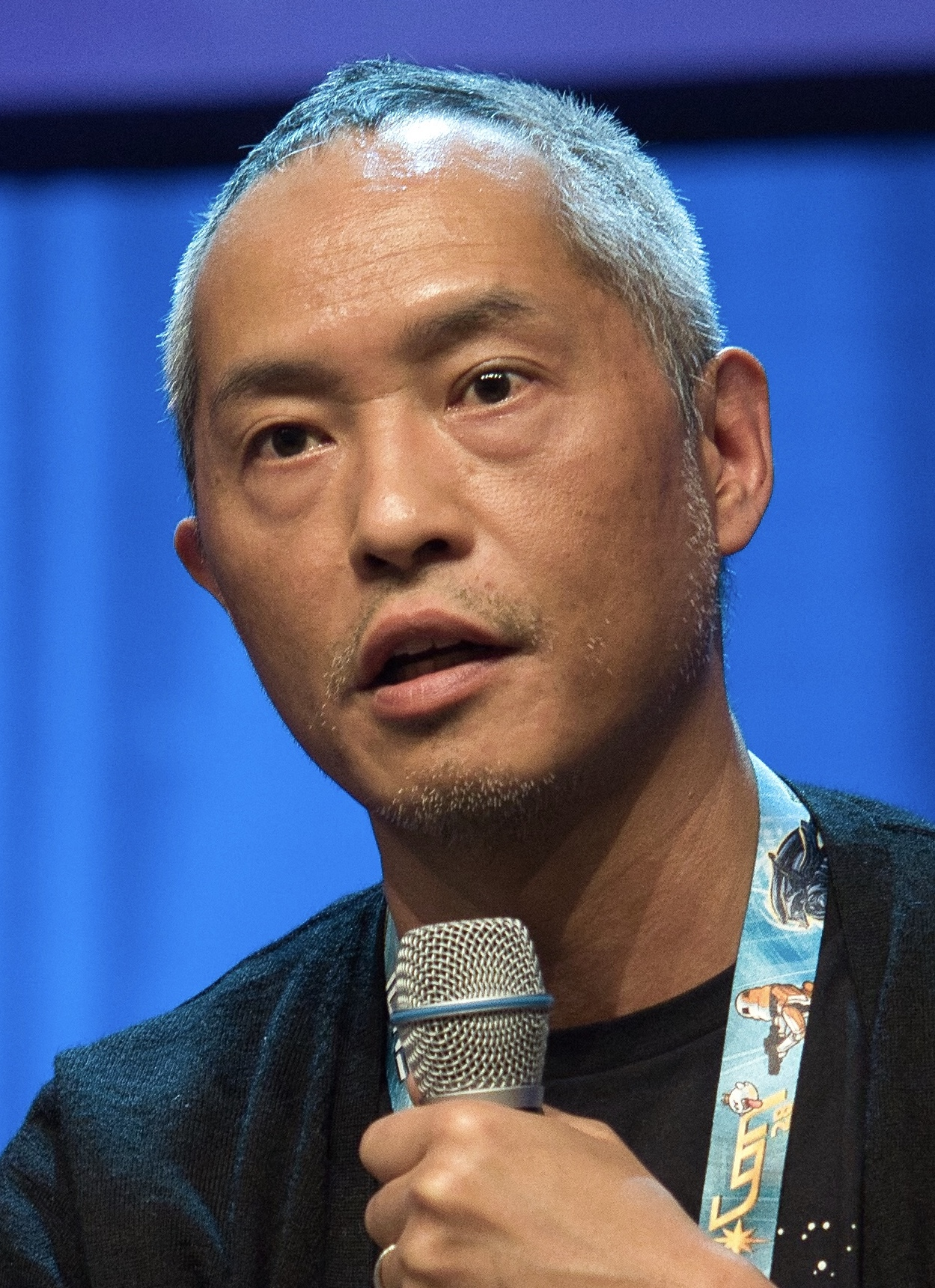
Ken Leung (2019)

Ken Leung (eigentlich Kenneth Leung; chinesisch 梁振邦, Pinyin Liáng Zhènbāng; * 21. Januar 1970 in New York City) ist ein US-amerikanischer Schauspieler.

## Leben
Seit 1995 ist Ken Leung in Nebenrollen im Kino zu sehen. Seine bekanntesten Rollen hatte er in den Filmen Rush Hour (1998), Roter Drache (2002) und in Saw (2004).
Ken Leung hat schon viermal mit Brett Ratner zusammengearbeitet: Neben den bereits genannten Rush Hour und Roter Drache arbeitete er auch in Family Man (2000) und zuletzt in X-Men: Der letzte Widerstand (2006) mit dem Regisseur zusammen.
Von Zeit zu Zeit hat er auch Gastauftritte in einzelnen Folgen von US-Fernsehserien, so spielte er zum Beispiel schon in vier Folgen von Law & Order mit. Damon Lindelof, Produzent und Drehbuchautor für Lost, wurde 2007 auf Ken Leung aufmerksam und wies seinen Partner, den Drehbuchautor Carlton Cuse auf Leung hin. Cuse war von Leungs schauspielerischer Leistung in der US-Fernsehserie Die Sopranos beeindruckt und schrieb extra für ihn eine Rolle in der US-Serie Lost.
Neben seinen Leinwand- und Fernsehauftritten war er auch auf dem Broadway zu sehen. Sein Theaterdebüt gab er 2002 in dem Musical Thoroughly Modern Millie, das sechs Tony Awards gewinnen konnte.

## Privat
Leung ist New Yorker mit familiären Wurzeln in China. Er wuchs bei seinen beiden chinesischen Eltern in New York City (Two Bridges Manhattan bzw. Midwood Brooklyn) auf und hat Physiotherapie an der New York University studiert, bevor er Schauspieler wurde. Er hat einen Sohn.

## Filmografie
- 1995: Pictures of Baby Jane Doe
- 1995: Willkommen im Tollhaus (Welcome to the Dollhouse)
- 1997: Red Corner – Labyrinth ohne Ausweg (Red Corner)
- 1997: Kundun (Nur Stimme)
- 1998: Rush Hour
- 1999: Man of the Century
- 2000: Home Sweet Hoboken
- 2000: Glauben ist alles! (Keeping the Faith)
- 2000: Maze
- 2000: Family Man (The Family Man)
- 2001: A.I. – Künstliche Intelligenz (Artificial Intelligence: AI)
- 2001: Spy Game – Der finale Countdown (Spy Game)
- 2001: Vanilla Sky
- 2002: Face
- 2002: Roter Drache (Red Dragon)
- 2004: Saw
- 2005: Der Tintenfisch und der Wal (The Squid and the Whale)
- 2006: Inside Man
- 2006: X-Men: Der letzte Widerstand (X-Men: The Last Stand)
- 2007: Die Sopranos (Fernsehserie, Episode 6x15)
- 2007: Shanghai Kiss
- 2008–2010: Lost (Fernsehserie, 48 Episoden)
- 2010: Saw 3D – Vollendung (Saw 3D)
- 2012: Person of Interest (Fernsehserie, 4 Episoden)
- 2013: Zero Hour (Fernsehserie, 8 Episoden)
- 2014–2016: The Night Shift (Fernsehserie, 35 Episoden)
- 2015: Star Wars: Das Erwachen der Macht (Star Wars: The Force Awakens)
- 2017: Marvel’s Inhumans (Fernsehserie)
- 2018: The Blacklist (Fernsehserie)
- seit 2020: Industry (Fernsehserie)
- 2021: Old
- 2022–2023: Velma (Fernsehserie, Stimme)
- 2023: Missing
- 2024: Avatar – Der Herr der Elemente (Avatar: The Last Airbender, Fernsehserie)
- 2024: Joker: Folie à Deux
- 2025: Last Days